# Victor Willing
Victor Arthur James Willing (Alejandría, 15 de enero de 1928 - Londres, 1 de junio de 1988) fue un pintor británico, conocido por sus originales estudios de desnudos humanos. Fue amigo y colega de numerosos notables artistas como Elisabeth Frink, Michael Andrews y Francis Bacon. Estuvo casado con la también artista de origen portugués Paula Rego.

## Biografía
Willing nació el 15 de enero de 1928 en Alejandría, Egipto, único hijo varón de George Willing, soldado profesional británico y su esposa Irene Cynthia Tomkins. Los primeros cuatro años de su vida los pasó allí y, brevemente, en la isla de Malta. Al regresar al Reino Unido, su padre fue enviado a varios destacamentos militares del sur de Inglaterra, incluida la Isla de Wight y Bordon en el condado de Hampshire. Por estas frecuentes mudanzas la educación de Willing se vio interrumpida hasta que la familia se instaló permanentemente en Guildford, en el condado de Surrey, donde pudo asistir a The Royal Grammar School de 1940 a 1945. Luego pasó un año en la Escuela de Arte de Guildford, mientras esperaba la llamada a cumplir el servicio militar obligatorio, el que prestó de 1946 a 1948.
Obtuvo una comisión como segundo teniente en la Artillería Real, sirviendo en Irlanda del Norte y en Dover. Después de esto, fue aceptado por la Slade School of Fine Art de la Universidad de Londres, cursos que solo pudo comenzar en 1949, por lo que regresó durante un año a la Guildford Art School para estudiar escultura con Willi Soukop. Una compañera de estudios y amiga allí en aquel momento fue Elisabeth Frink. Durante ese año esculpió dos logradas tallas de piedra, un torso femenino y una cabeza, que hoy permanecen en colecciones privadas.
El comienzo de Willing en The Slade coincidió con la llegada de William Coldstream como director y profesor. Los participantes de ese año incluyeron a Michael Andrews, Henry Inlander y James Burr, mientras que Euan Uglow, Craigie Aitchison, Paula Rego y Myles Murphy también coincidieron con él posteriormente. Otros amigos cercanos, Keith Sutton y Peter Snow, y habían comenzado sus estudios el año anterior.
Willing fue admirado por sus compañeros de estudios por su talento aventurero y entusiasmo intelectual, y el crítico David Sylvester lo denominó "portavoz de su generación". Quedó profundamente fascinado por una de las primeras exposiciones de Francis Bacon, en 1949, y lo invitó a disertar en The Slade. Posteriormente se hicieron amigos y se vieron mucho, especialmente después de que Willing dejó The Slade en 1953. Otro artista que se convirtió en un amigo de toda la vida fue Rodrigo Moynihan, pintando cada quien un retrato del otro. El retrato que hizo Willing de Moynihan se encuentra exhibido en el Royal College of Art, pero el de Moynihan de Willing fue robado y, se cree, destruido por el ladrón.
Willing obtuvo se graduó en 1952 y quedándose un año más en la universidad. Del trabajo producido durante estos años de estudiante sobrevive bastante poco. Sin embargo, todavía existen cuatro pinturas, Head of a Man (John Mills), Boy on a Tricycle (both private collection), Head of a Girl (Paula Rego) (Dumfriesshire Educational Trust) y Standing Nude (Tate Gallery), y posiblemente otras dos "composiciones de verano", Europa and the Bull and Musicians. Se graduó con el cuadro Act of Violence el cual todavía se encuentra en las colecciones de arte de esa casa de estudio, la University College.
En 1951 Willing se casó con su novia de Guildford, Hazel Whittington, con quien vivió primero en Shalford, cerca de Guildford, y desde 1954 en un gran dúplex en Lancaster Gate en Bayswater, Londres. Pudo pintar tanto allí como en un pequeño estudio que tenía en el barrio de Chelsea. Mientras tanto, comenzó una relación extramatrimonial con otra estudiante de The Slade llamada Paula Rego. Rego tuvo varios abortos durante su aventura desde que ella tenía 18 años, porque Willing habría amenazado con volver con su esposa si Rego procreaba un hijo.
En 1955 Erica Brausen de la Hanover Gallery le ofreció realizar una muestra, la cual fue un éxito de crítica considerable. Las pinturas fueron compradas por el Arts Council of Great Britain, y también por sir Colin Anderson, un notable entusiasta de los artistas jóvenes. Una pieza estrella del espectáculo, Reclining Nude, fue a parar a un comprador belga, y desde entonces no se le ha vuelto a ver. Desafortunadamente no había catálogo ni, al parecer, se fotografió estas exhibiciones.
Las pinturas de esta época, que pueden haber estado en la exposición, son Runners y Man Explaining (colección privada) y Winter Machine (Colección del Arts Council). Man with a Kitten ya no existe, pero se publicó en monocromo. Un impresionante Man Watching, un centinela parado frente a una barandilla roja, fue exhibido en el ICA en 1953, cuadro que se cree perdido. También realizó diversos retratos, entre ellos, Andrew Forge, Natasha Spender y Lawrence Alloway, estos últimos dos en paradero desconocido.
En 1957 Rego dejó el Reino Unido para vivir en Portugal pues había decidido criar el bebé al que había dado a luz. Después del nacimiento de su hija Caroline, Willing se unió a ella en tierras portuguesas. Los padres de Rego los apoyaron y la pareja pudo vivir tranquilamente en la quinta familiar en Ericeira, donde ambos siguieron pintando. Se casaron en 1959, tras el divorcio de Willing de Hazel Whittington. A partir de 1962 se trasladaron a una casa en Albert Street, Camden Town, Londres, cedida por el padre de Rego, José Figueiroa Rego. Willing tuvo varias aventuras extramatrimoniales a lo largo de su segundo matrimonio, y algunas de sus amantes aparecen retratadas en dibujos de su esposa.
Aunque pintó muchas pinturas durante este período, la mayoría no pervivió o se encuentra en paradero desconocido. En Survivals se incluyeron incluyen Self Portrait and Standing Figure and Nude, dos secciones de un tríptico inacabado de 1957. Willing se desanimó cuando los más aventureros Lech, Precarious Drag y Untitled, que se relacionan más estrechamente con su obra tardía, fueron vistos desfavorablemente por un amigo crítico, y volvió a pintar, como él mismo dijo, "stodgy nudes" (desnudos pesados).
El año 1966 trajo grandes sobresaltos en su carrera como artista. Tanto su padre como su suegro fallecieron, y no tuvo otra opción que hacerse cargo de la gestión de los intereses comerciales de este último en Lisboa. Al mismo tiempo, le diagnosticaron las primeras etapas de esclerosis múltiple. El arte asumió un papel menor durante los siguientes ocho años hasta que la revolución portuguesa de 1974 provocó la quiebra de la empresa familiar, y el eventual regreso de la familia, que ahora incluía a Caroline, Victoria y Nick Willing, para vivir permanentemente en Londres.
Willing decidió que tenía que volver a su verdadero o métier, por lo que alquiló una habitación en una escuela en desuso en Stepney, al este de Londres, y comenzó a pintar. Solo durante largos períodos y de pie con dificultad, a menudo se limitaba a sentarse y mirar a la pared. Durante estos períodos de "ensoñación", le aparecían imágenes de una calidad intensa y visionaria que luego lograba dibujar. Muchos de estos dibujos se ampliaron posteriormente a pinturas al óleo, y tanto los dibujos como las pinturas se exhibieron en 1978 en la galería AIR (Artist Information Registry), entonces en la  Avenida Shaftesbury, en el centro de Londres. Esta exposición fue un éxito de crítica y durante los siguientes diez años fue seguida por varias otras, sobre todo la realizada en la Serpentine Gallery en 1982 y en la Whitechapel Art Gallery de 1986, esta última una gran retrospectiva.
En 1982 obtuvo una residencia artística en Corpus Christi College y la galería de arte Kettle's Yard de Cambridge. Sus pinturas entraron en importantes colecciones como la Tate Gallery, el Arts Council y la Saatchi Collection. Sus muchos dibujos también fueron ampliamente exhibidos y coleccionados. Particularmente llamativa fue la serie Mask exhibida en 1985 en la Hayward Gallery Annual, con el patrocinio  del Consejo de las Artes.
Con su creciente discapacidad, las grandes pinturas de principios de los ochenta dieron paso a otras más pequeñas, siendo su última exposición una serie de Heads en la Galería Karsten Schubert en 1987. También hacia el final de su vida diseñó y realizó algunas pequeñas esculturas, pintadas y doradas, que se asemejaban a algunas de las figuras de pie de sus dibujos. Otra idea, que sobrevivió en pequeñas maquetas, fue la creación de la "aedicola" o "refugio", un lugar de refugio o retiro, que representó en sus dibujos y pinturas.
Willing falleció en su casa de Hampstead, al norte de Londres, el 1 de junio de 1988. En los años siguientes se han realizado varias publicaciones y exposiciones importantes. En 1993 Karsten Schubert publicó una selección de sus escritos y dos conversaciones con John McEwen, mientras que en 2000 apareció el estudio de varios autores de August Media sobre su trabajo. Cinco obras se incluyeron en las "Nuevas exhibiciones" de la Tate Gallery en 1999, y en 2000 hubo una exposición individual de su trabajo en Marlborough Fine Art, Londres.
En 2008 Pallant House Gallery, Chichester, exhibió los valores en cartera de sus pinturas, legados por el arquitecto Colin St John Wilson, junto con algunos préstamos de sus primeros trabajos. Una extensa exposición retrospectiva, comisariada por Helmut Wohl, se presentó en la Casa das Historias Paula Rego, en Cascaes, Portugal, del 9 de septiembre de 2010 al 2 de enero de 2011.

## Vida personal
De su segundo matrimonio con la feminista Paula Rego tuvo dos hijas mujeres: Caroline "Cas" Willing y Victoria Willing, y un hijo varón, Nick Willing, director, productor y escritor de películas y series de televisión. Nick dirigió la película para televisión Paula Rego, Secrets & Stories, acerca de sus padres en 2017. El escultor australiano Ron Mueck es su yerno.

## Exposiciones

### En vida del artista
- 1952 Exposición colectiva, Young Painters, Institute of Contemporary Art (ICA), Londres.
- 1953 Exposición colectiva, 11 pintores británicos, ICA, Londres.
- 1955 Exposición individual, Hanover Gallery, Londres.
- 1962 Exposición colectiva, The Arts Council as Patron, The Arts Council Gallery, Londres, y de gira.
- 1978 Exposición individual, Air Gallery, Londres.
- 1979 Exposición colectiva, The British Art Show, Arts Council of GB, Graves Art Gallery y de gira.
- 1980 Exposición individual, The House Gallery, Londres.
- 1980 Exposición colectiva, Pictures for an Exhibition, Whitechapel Art Gallery, Londres.
- 1980 Exposición colectiva, Exposición de verano, Blond Fine Art, Londres.
- 1981-2 Exposición colectiva, Exposición de invierno, Blond Fine Art, Londres.
- 1982 Exposición individual, Bernard Jacobson Gallery, Londres.
- 1982 Exposición individual, Serpentine Gallery, Londres.
- 1982 Exposición colectiva, British Drawing, Hayward Annual 1982, Hayward Gallery, Londres.
- 1983 Exposición individual, Kettle's Yard Gallery, Cambridge.
- 1983 Exposición individual de dibujos, Hobson Gallery, Cambridge.
- 1983 Exposición individual, Galería Bernard Jacobson, Nueva York.
- 1983 Exposición individual, Bernard Jacobson Gallery, Los Ángeles, EE. UU.
- 1984 Exposición colectiva, Old Allegiances and New Directions, Arts Council of GB, Mappin Art Gallery, Sheffield y gira.
- 1984-7 Exposición colectiva, New Works on Paper, The British Council, Varsovia, Polonia y gira.
- 1985 Exposición individual, Bernard Jacobson Gallery, Londres.
- 1985 Exposición colectiva, Hayward Annual 1985, Hayward Gallery, Londres.
- 1986 Exposición retrospectiva, Whitechapel Art Gallery, Londres.
- 1986 Exposición colectiva, Sorpresas en la tienda, Pintura británica del siglo XX de la Colección Rugby, Universidad de Warwick, Coventry.
- 1987 Exposición de Cabezas en Karsten Schubert Gallery, Londres.

### Póstumas
- 1999 Cinco obras incluidas en "New Displays", Tate Gallery, Londres.
- 2000 Exposición individual, Marlborough Fine Arts, Londres.
- 2008-9 Exposición individual, Victor Willing: Revelations, Discoveries, Communications, Pallant House Gallery, Chichester.
- 2010–11 Exposición retrospectiva, Casa das Historias Paula Rego, Cascais, Portugal
- 2019-20 Victor Willing: Visions, Hastings Contemporary, East Sussex, Reino Unido
- 2019 Victor Willing: Scratch the Wall, Turps Gallery y ASC Gallery, Londres, Reino Unido

## Colecciones
- El Consejo de las Artes
- El Consejo Británico
- Casa das Històrias Paula Rego
- Centro de artes Gracefield
- Galería Pallant House, Chichester
- Real Colegio de Arte
- Ayuntamiento de Rugby
- Tate
- UCL